# John Machin
John Machin (batizado ca. 1686 — 9 de junho de 1751) foi um matemático e astrônomo inglês.
Foi professor de astronomia no Gresham College, Londres, reconhecido por ter obtido uma série rapidamente convergente para {\displaystyle \pi }, a fórmula de Machin, em 1706, tendo utilizando a mesma e calculado {\displaystyle \pi } com cem dígitos decimais.